# 등로주의
등로주의(登路主義) 또는 머머리즘(Mummerism)은 등산의 목적을 등정이 아닌 등산의 과정에 두는 이념이다. 영국의 머머리(Albert Frederick Mummery)가 주창한 사상이다.